# Ridö-Sundbyholmsarkipelagen (del i Södermanlands län)
Ridö-Sundbyholmsarkipelagen är ett naturreservat som består dels av denna del i Eskilstuna och Strängnäs kommuner  i Södermanlands län och dels en del i Västmanlands län, kallad Ridö-Sundbyholmsarkipelagen (del i Västmanlands län).
Detta område är naturskyddat sedan 1984 och är 3 000 hektar stort. Reservatet består av ett flertal öar som är bevuxna med främst lövträd.